# Pseudocraterellus
 (octobre 2013).
Si vous disposez d'ouvrages ou d'articles de référence ou si vous connaissez des sites web de qualité traitant du thème abordé ici, merci de compléter l'article en donnant les références utiles à sa vérifiabilité et en les liant à la section « Notes et références ».
Genre
Pseudocraterellus est un genre de champignons de la famille des Cantharellaceae, proche du genre Craterellus par la forme cornucopiée, qui comporte une dizaine d'espèces[réf. incomplète]. 

## Distribution et synonymes

### Hémisphère nord
- Pseudocraterellus undulatus (Pers. : Fr.) S. Rauschert - Chanterelle sinueuse (pied gris)
- Pseudocraterellus subundulatus (Peck) D.A. Reid 1962{{référence incomplète|[2] (pied brun, lames grises)	
  - Craterellus subundulatus (Peck) Peck 1903[3][réf. incomplète] (synonyme)
  - Thelephora subundulata Peck 1895[4][réf. incomplète] (synonyme)
- Pseudocraterellus pertenuis (Skovst.) D.A. Reid 1962[5][réf. incomplète] Espagne (pied jaune)

#### Chine
- Pseudocraterellus sinensis (Lloyd) D.A. Reid 1962[6][réf. incomplète]
  - Stereum sinense Lloyd 1922[7][réf. incomplète] (synonyme)

#### Venezuela
- Pseudocraterellus neotropicalis Corner 1976[8][réf. incomplète]

#### Autres
- Pseudocraterellus alutaceus (Bres.) D.A. Reid 1962[9][réf. incomplète]
  - Podoscypha alutacea Bres. 1916[10][réf. incomplète] (synonyme)
- Pseudocraterellus calyculus (Berk. & M.A. Curtis) D.A. Reid 1962[11][réf. incomplète]
  - Craterellus calyculus (Berk. & M.A. Curtis) Burt 1914[12][réf. incomplète] (synonyme)
  - Stereum calyculus Berk. & M.A. Curtis 1849 (synonyme)
- Pseudocraterellus luteus (Pat.) D.A. Reid 1962[13][réf. incomplète]
  - Podoscypha lutea Pat. 1927[14][réf. incomplète] (synonyme)
- Pseudocraterellus mussooriensis D.A. Reid, K.S. Thind & Adlakha{{référence incomplète|[15]

## Liste d'espèces
Selon Catalogue of Life (29 octobre 2013) :
- Pseudocraterellus alutaceus
- Pseudocraterellus calyculus
- Pseudocraterellus fuligineus
- Pseudocraterellus laeticolor
- Pseudocraterellus luteus
- Pseudocraterellus malayanus
- Pseudocraterellus mussooriensis
- Pseudocraterellus neotropicalis
- Pseudocraterellus nigellus
- Pseudocraterellus pertenuis
- Pseudocraterellus pseudoclavatus
- Pseudocraterellus sinensis
- Pseudocraterellus subundulatus
- Pseudocraterellus undulatus

Selon Index Fungorum (29 octobre 2013) :
- Pseudocraterellus alutaceus (Bres.) D.A. Reid 1962
- Pseudocraterellus calyculus (Berk. & M.A. Curtis) D.A. Reid 1962
- Pseudocraterellus crispus Courtec. 1986
- Pseudocraterellus fuligineus (Corner) Corner 1976
- Pseudocraterellus laeticolor Heinem. 1958
- Pseudocraterellus luteus (Pat.) D.A. Reid 1962
- Pseudocraterellus malayanus Corner 1966
- Pseudocraterellus mussooriensis (D.A. Reid, K.S. Thind & Adlakha) Corner 1966
- Pseudocraterellus neotropicalis Corner 1976
- Pseudocraterellus nigellus Heinem. 1966
- Pseudocraterellus pertenuis (Skovst.) D.A. Reid 1962
- Pseudocraterellus pseudoclavatus (A.H. Sm.) R.H. Petersen 1968
- Pseudocraterellus sinensis (Lloyd) D.A. Reid 1962
- Pseudocraterellus subundulatus (Peck) D.A. Reid 1962
- Pseudocraterellus undulatus (Pers.) Rauschert 1987

Selon NCBI (29 octobre 2013) :
- Pseudocraterellus sinuosus